# Смирнов, Дмитрий Алексеевич
Дми́трий Алексе́евич Смирно́в (7 ноября (19 ноября) 1882, Москва — 27 апреля 1944, Рига) — русский оперный певец, лирико-драматический тенор.

## Биография
Дмитрий Смирнов родился в Москве, в состоятельной купеческой семье. В трёхмесячном возрасте потерял отца, воспитывался отчимом П. Ютановым, который поощрял музыкальные занятия детей. По воспоминаниям самого певца:

 Петь любил с детских лет. Ещё ребёнком мне довелось услышать знаменитого московского протодьякона. Его феноменальный бас восхитил меня. Форте было таким могучим, что в храме погасли свечи, окна собора дребезжали. Засыпая в детской кроватке, я мечтал о том, что вот вырасту большой и у меня будет такой громоподобный бас. Что я только не делал, чтобы добиться звучания в нижнем регистре, но не всего можешь достичь трудом и упорством — октавист из меня, как видите, все-таки
не получился.— Ю. Шумаков. «О Дмитрии Смирнове»
В 1900 году Дмитрий Смирнов окончил Комиссаровское техническое училище, однако занятия музыкой не прервал — пел в церковном хоре и сочинял духовные произведения. Посещал «Классы пения» М. А. Раньери-Горбовского. В спектакле, поставленном в этом учебном заведении, Смирнов в марте 1902 года дебютировал в одной из основных теноровых партий классического репертуара — Ленского в опере «Евгений Онегин» П. И. Чайковского. Также брал уроки пения у К. Кржижановского, А. М. Додонова и, позднее, у Э. К. Павловской.
Первое выступление на профессиональной сцене состоялось в 1903 году, на премьере оперы «Каморра» Э. Д. Эспозито в партии Джиджи (театр «Эрмитаж», Товарищество артистов Московской частной оперы С. И. Мамонтова). Здесь же были им исполнены партии Альфреда («Травиата» Дж. Верди), Ромео («Ромео и Джульетта» Ш. Гуно, Князя («Русалка» А. Даргомыжского) и др. Впервые спетая здесь партия Герцога в «Риголетто» Дж. Верди стала в дальнейшем визитной карточкой Смирнова. По подсчётам экспертов, за творческую карьеру певца она была исполнена им 923 раза.
В 1904 году Д. А. Смирнов приглашается в труппу Московского Императорского Большого театра (дебютировал 26 апреля в партии Синодала — «Демон» А. Рубинштейна). Много гастролирует по России уже в качестве солиста императорских театров. Летом того же года в Кисловодске впервые встречается на сцене с Ф. И. Шаляпиным, для которого в последующие годы Смирнов станет наиболее частым партнером (около 80 спектаклей). И если в своё время Смирнов завидовал басам, то Шаляпин, высоко ценивший талант молодого тенора, заметил:

Отчего я не тенор, что за голос! Ведь после исполнения Митей каватины князя чувствуешь, что ты побежден…— Ю. Шумаков. «О Дмитрии Смирнове»
К началу 1905 года, в 22-летнем возрасте, певец вошёл в круг виднейших оперных артистов России. По воспоминаниям певшей с ним А. В. Неждановой:

Это был прекрасный певец и артист. У Смирнова был громадный диапазон и исключительно большое дыхание. Он обладал замечательно красивыми верхними нотами, которые умел искусно филировать.— В. Шелохаев. Энциклопедия Русской эмиграции
С этого времени начинается активная международная гастрольная деятельность Д. А. Смирнова. Певец выступает на ведущих мировых сценах: «Гранд Опера» (Париж, 1907—1909, 1912), Мариинский театр (Санкт-Петербург, 1907—1917), «Ла Скала», Милан, 1908), театр «Казино» (Монте-Карло, 1908—1910), «Метрополитен-опера» (Нью-Йорк, 1910), Друри-Лейн (Лондон, 1914), в музыкальных театрах таких городов, как Буэнос-Айрес, Брюссель, Берлин, Кёльн, Рим, Барселона, Мадрид, Люцерн, Монтевидео, Бостон и др.

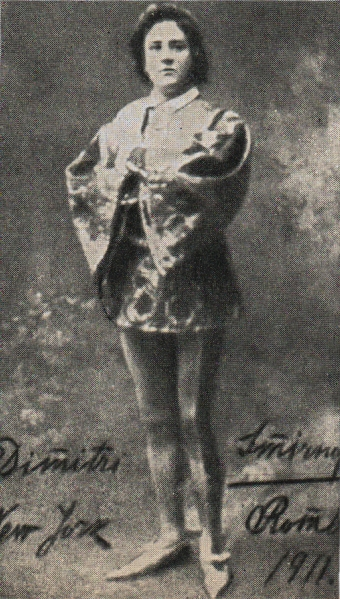
Д. А. Смирнов в 1911 году в «Метрополитен-опера» (Нью-Йорк) в партии Ромео

После революции 1917 года Смирнов поёт в Москве, в Большом театре; в мае 1919 года исполнил партию Фауста в драматической легенде Берлиоза «Осуждение Фауста» (концертное исполнение). Летом 1919 года выезжает на гастроли по городам Украины, Крыма, Кавказа. Весной 1920 года из Новороссийска на пароходе «Афон» он покидает пределы России. Через Варну, Константинополь и Афины добирается до Парижа, где Смирнову предлагают выступать в «Гранд Опера» и в следующем сезоне в Монте-Карло. Он получает удостоверение личности без гражданства — «нансеновский паспорт», выступает в Лондоне, Риге, Таллине, Базеле и других европейских городах. В 1925 году женится на камерной певице (сопрано) Лидии Павловне Мальцевой (первый брак со Смирновой Таисией Васильевной распался). Начиная с 1926 и по 1930 год, пять раз посещал СССР с гастролями — принимал участие в спектаклях Большого театра, записывал музыкальные программы на Всесоюзном радио, выступал вместе с супругой в Москве, Ленинграде, Киеве, Баку, Тбилиси, во многих сибирских городах. Камерный репертуар певца включал арии из опер, романсы П. И. Чайковского, С. В. Рахманинова, А. Т. Гречанинова. В 1930 году во время гастролей в СССР ему предлагают остаться и выпускают из страны с условием возвращения через год, однако в феврале 1932 года супруги Смирновы получают эстонское гражданство. В следующем году умирает его мать, которой так и не разрешили выехать к сыну.
В 1935 году Смирновы поселились в Лондоне, где певец сотрудничал с радио Би-Би-Си, концертировал под аккомпанемент знаменитого пианиста Джеральда Мура. 17 ноября 1937 года во время гастролей Смирнова в Бухаресте после неудачной операции аппендицита в лондонской больнице скончалась его супруга Лидия Павловна Смирнова—Мальцева. Выполняя последнюю волю жены, добился разрешения эстонских властей похоронить её на старинном кладбище в пещерах петсерского (печорского) монастыря. В память о покойной супруге дал ряд благотворительных концертов в Таллине, Тарту, Петсери, Пярну и других больших и малых городах Эстонии. В декабре 1937 года избирает Эстонию местом постоянного проживания.
В 1937—1939 годах жил в Таллине, продолжая концертную деятельность. 1 октября 1939 года избирается председателем Русского театрально-музыкального общества в Таллине, заменив скончавшегося С. И. Мамонтова. В октябре того же года объявлено о его предстоящем бракосочетании с 17-летней Ниной Сергеевной Голубевой, только что окончившей таллинскую русскую городскую гимназию и поступившей в Высшую государственную школу художеств. Брак был заключён в декабре, и тогда же супруги переезжают на постоянное жительство в Ригу. В 1940 году был приглашён на должность профессора Московской консерватории, осенью 1941 года планировались его концерты в Ленинграде, однако всем этим планам помешала Вторая мировая война. В 1940—1942 годах руководил вокальной студией в Риге (среди его учеников был известный в будущем латвийский и советский певец Михаил Александрович), гастролирует в Таллине и Берлине, где заболевает воспалением лёгких и возвращается в Ригу. В 1943 году завершает работу над своими «Воспоминаниями». В марте 1944 года его направляют в больницу, где 27 апреля 1944 года он скончался от инфаркта.
Похоронен выдающийся артист на Покровском кладбище в Риге.
Вдова Смирнова, Нина Сергеевна Голубева эмигрировала в США. Ей удалось вывезти рукопись «Воспоминаний» певца и в сокращённом виде издать её в 1952 году в Париже. Сохранившиеся грамзаписи выступлений Дмитрия Алексеевича позволяют и сегодня оценить его вокальное мастерство. В частности, в 1984—1990 годах фирма «Мелодия» выпустила 7 «долгоиграющих» пластинок с записями Д. Смирнова. Ряд фонограмм выпущен и на компакт-дисках.
Советский певец Сергей Лемешев так оценил результаты своего анализа записей Д. А. Смирнова:

В техническом мастерстве он превзошёл многих прославленных итальянских певцов, хотя и сам у них многому научился. Даже после Энрико Карузо и Тито Скипа Смирнов покоряет своим, казалось бы, беспредельным дыханием и столь же беспредельной кантиленой… Голос на верхних нотах, как бы попав в родную стихию, приобретает ещё большую красоту и благородство. При этом его пение всегда выразительно: совершенная филировка звука, mezza voce и piano наполнены каким-то трепетом вибрации души. Записи Смирнова для меня не только источник наслаждения, но и познания.— В. Шелохаев. Энциклопедия Русской эмиграции

## Избранные вокальные партии

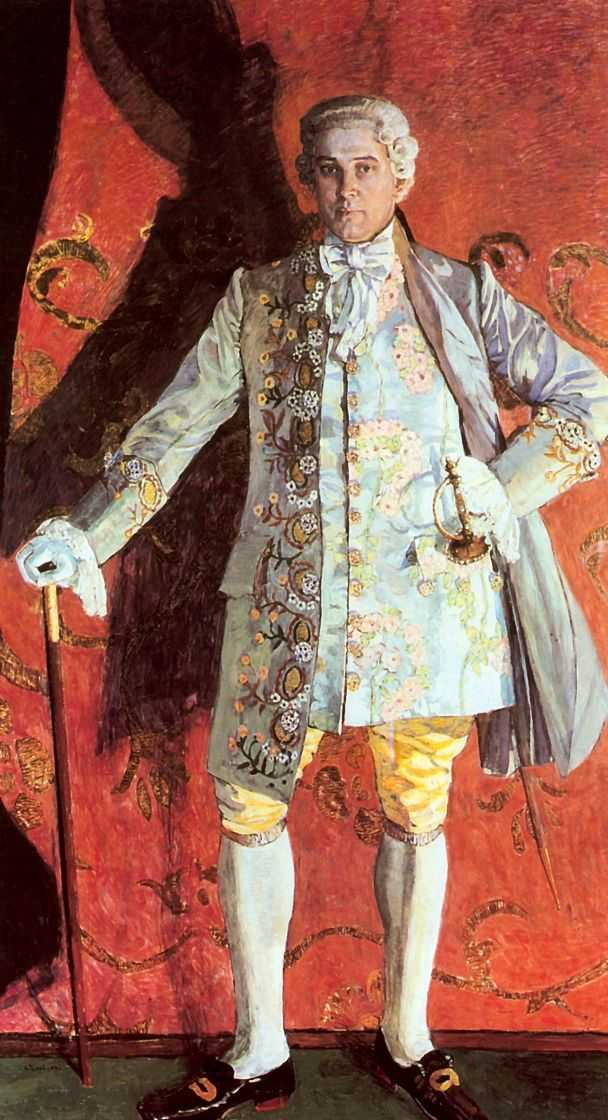
Портрет Д. Смирнова в роли кавалера де Грие в опере «Манон», Ж. Массне

- Баян — «Руслан и Людмила», М. Глинка
- Богдан Собинин — «Жизнь за царя», М. Глинка
- Вертер — «Вертер», Ж. Массне
- Владимир Дубровский — «Дубровский», Э. Направник
- Герман — «Пиковая дама», П. Чайковский
- Герцог — «Риголетто», Д. Верди
- Граф Альмавива — «Севильский цирюльник», Дж. Россини
- Джеральд — «Лакме», Л. Делиб
- Индийский гость и Садко — «Садко», Н. Римский-Корсаков
- Йонтек — «Галька», С. Монюшко
- Кавалер де Грие — «Манон», Ж. Массне
- Княжич Всеволод Юрьевич — «Сказание о невидимом граде Китеже и деве Февронии», Н. Римский-Корсаков
- Князь — «Русалка», А. Даргомыжский
- Левко — «Майская ночь», Н. Римский-Корсаков
- Ленский — «Евгений Онегин», П. Чайковский
- Лоэнгрин— «Лоэнгрин», Р. Вагнер
- Луиджи — «Плащ», Дж. Пуччини
- Надир — «Искатели жемчуга», Ж. Бизе
- Пинкертон — «Мадам Баттерфляй», Дж. Пуччини
- Рауль де Нанжи — «Гугеноты», Дж. Мейербер
- Ромео — «Ромео и Джульетта», Ш. Гуно
- Рудольф — «Богема», Дж. Пуччини
- Самозванец — «Борис Годунов», М. Мусоргский
- Соловей — «Забава Путятишна», М. М. Иванов
- Тамино — «Волшебная флейта», В. А. Моцарт
- Фауст — «Фауст», Ш. Гуно
- Хозе — «Кармен», Ж. Бизе